# 東海マツダ販売
東海マツダ販売株式会社（とうかいマツダはんばい）は、愛知県・岐阜県・三重県を営業エリアとするマツダのカーディーラー。通称「東海マツダ」。

## 概要
マツダ5チャンネル化政策の失敗によりマツダは経営危機に陥り、全国の販売会社も同じような状況であった。フォード・モーター主導での経営再建が行われる中、販売体制も大改革が行われた。
- 2000年7月 - 愛知県内のマツダディーラー及び関係会社である愛知マツダ、マツダアンフィニ名古屋（旧称：マツダオート名古屋）、マツダレンタリース愛知、マツダレンタリース名古屋が合併し「東海マツダ販売」を設立。一方、岐阜県内のマツダディーラーである岐阜マツダ、マツダアンフィニ岐阜も合併して「新岐阜マツダ販売」を設立。
- 2001年1月 - マツダ部品東海販売とマツダ部品静岡販売を吸収合併。
- 2003年2月 - 三重マツダ販売を吸収合併し、三重県内も営業区域に含める。
- 2009年4月 - 新岐阜マツダ販売を吸収合併し、岐阜県も営業区域に含める。同時に部品部門を新たに設立した「マツダパーツ株式会社」に分離。